# Kísérőzene
Kísérőzenének/színpadi zenének nevezzük azt a zenét, ami egy olyan színházi előadásban, televízióműsorban, rádióműsorban, számítógépes játékban, filmben vagy bármilyen előadásban jelenik meg, amely nem zenés darab. A fogalmat egyre kevesebbszer használják filmekre, ugyanis felcserélte a filmzene fogalma. 
A kísérőzene gyakran háttérzene, és célja, hogy hangulatot, légkört adjon a cselekményhez. Olyan egyszerű formája lehet, mint egy alsó, baljós hang, amely egy közelgő megdöbbentő eseményre utal, vagy a történetet előmozdító sorozat ábrázolásának javítására szolgál. Tartalmazhat olyan darabokat is, mint a nyitányok, a színpadi változások során lejátszott zene, vagy egy fellépés végén, közvetlenül a közreműködés előtt, mint ahogy a több tizenkilencedik századi játéknál szokás volt. Előfordulhat, hogy olyan előadásokban is szükség van kísérőzenére, amelyekben zenészek játszanak a színpadon. 
A kísérőzene használata a görög drámáig nyúlik vissza. Számos klasszikus zeneszerző írt kísérőzenét különféle darabokhoz, köztük a legismertebb példákkal, Wolfgang Amadeus Mozart Thamos, az Egyiptomi király zene, Ludwig van Beethoven Egmont zene, Carl Maria von Weber Preciosa, Franz Schubert Rosamunde zenéjével, Felix Mendelssohn A-dalával. További példák között említhetjük még a Szentivánéji álomzenét, Robert Schumann Manfred zenéjét, Georges Bizet L'Arlésienne zenéjét és Edvard Grieg Peer Gynt zenéjét. Ezeket gyakran koncerteken is előadják, függetlenül az adott drámától. A hangszeres kísérőzenét, amelyet a fent említett klasszikus partitúrák tartalmaznak, nem szabad összetéveszteni egy Broadway vagy filmzenei partitúrával, amelyben a dalok gyakran felfedik a karaktert, és továbbfejlesztik a történetét. Mivel a Broadway vagy a filmzenés musicalt a zene teszi musicallé, lényegesen fontosabb a mű számára, mint a puszta kísérőzene, amely szinte mindig alig több mint egy háttérérték; valójában sok játékban nincs kísérőzene. 
Néhány korai példát arra, amit később kísérőzenének neveztek, fél-operáknak, kvázi-operáknak, maszkoknak, vaudeville-eknek és melodrámáknak is neveznek. 
A kísérőzene műfaja nem terjed ki a koncert előadására szánt darabokra, a játék után elnevezett uvertárokra, például Beethoven Coriolan nyitányára (Heinrich Joseph von Collin tragédiájára írva), vagy Csajkovszkij Romeo és Júlia fantasy-nyitányára. 
A kísérőzene modern zeneszerzői között szerepel Pierre Boulez, Lorenzo Ferrero, Irmin Schmidt, Sekacz Ilona, John White és Iannis Xenakis. 

## Típusai

### Nyitány
A nyitány olyan kísérőzene, amelyet általában egy film, játék, opera stb. elején játszanak le, még az akció kezdete előtt. Lehet, hogy önmagában egy teljes zenemű, vagy csak egy egyszerű dallam. Egyes esetekben olyan zenei témákat foglal magában, amelyeket később megismételnek az előadás során használt egyéb kísérőzenében. 

### Főcímdal
A téma dal egy olyan mű, amely képviseli az előadást, és gyakran az előadás elején vagy végén hallható. A téma elemei beépíthetők az előadás során használt egyéb kísérőzenében. A filmekben a témadalokat gyakran játsszák kreditek során. A szerelmi téma egy speciális dal (gyakran különféle módosított formákban), amely romantikus jelenetekben kíséri az előadás főszereplőit. 
A témadalok olyan kísérőzenei alkotások közé tartoznak, amelyeket leggyakrabban adnak ki, függetlenül attól az előadástól, amelyre írták, és időnként önmagukban is nagy sikeré válnak. 

### Aláhúzás
Az aláhúzás egy lágy, zajtalan kísérőzene, amely a cselekményt kíséri, egy előadásban kíséri. Általában úgy tervezik meg, hogy a nézők ne érzékelje közvetlen módon a jelenlétét. Ez segíthet a jelenet hangulatának beállításában. 

### Fájdalmas ütés
A fájdalmas ütés egy nagyon rövid zenei pillanat, amely kíséri az előadás jelenetátmenetét. A fájdalmas ütés gyakran jelzi az idő múlását vagy a helyváltozást. A fájdalmas ütéseket gyakran használták a Friends amerikai televíziós sorozatban (mint például) az idő múlásával vagy a helyváltozással járó jelenetátmenetek megjelölésére. Hasonló technikákat gyakran használnak sok helyzetkomikumra épülő amerikai sorozatban. 

### Hurok
A rögzített zeneszámok rövid sorozatát, úgynevezett hurkot, néha úgy tervezik, hogy határozatlan ideig és zökkenőmentesen megismételhető legyen, ahogy a látvány kíséri. Ezeket gyakran háttérzeneként használják a dokumentum- és kereskedelmi filmekben. 

## Kapcsolódó szócikk
- Programzene

## Fordítás
Ez a szócikk részben vagy egészben  az   Incidental music című angol Wikipédia-szócikk ezen változatának fordításán alapul.  Az eredeti cikk szerkesztőit annak laptörténete sorolja fel. Ez a jelzés csupán a megfogalmazás eredetét és a szerzői jogokat jelzi, nem szolgál a cikkben szereplő információk forrásmegjelöléseként.